# Подхорский, Зыгмунт
Зыгмунт Подхорский (пол. Zygmunt Podhorski), в русской традиции Сигизмунд Петрович Подгорский (1891—1960) — генерал Войска Польского, участник Первой мировой войны, Советско-украинской войы, Советско-польской войны, Сентябрьской кампании 1939 года, узник нацистских концлагерей.

## Биография
Зыгмунт (Сигизмунд Петрович) Подгорский родился 25 мая 1891 года в поместье Попудня Липовецкого уезда Киевской губернии. Предки Подхорского были ополяченными русскими князьями, переселившимися в Польшу в XVI веке. Учился в Варшаве, затем вступил вольноопределяющимся в 9-й Бугский уланский полк Русской Императорской Армии, в составе которого принимал участие в Первой мировой войне. Произведен в 1911 году в прапорщики запаса армейской кавалерии. Перед войной некоторое время учился в Ягеллонском университете в Кракове. Успел написать дипломную работу, но защитить её уже не успел: боевые действия продвигались к Кракову и Подхорский как русский офицер польского происхождения поспешил покинуть территорию Австро-Венгрии, дабы избежать интернирования.
В ходе Первой мировой войны Подхорский, будучи офицером Бугского уланского полка, отличился в сражении под Криволуками 20 октября 1915 года, был дважды ранен, попал в госпиталь и смог вернуться в полк в 1916 году. Произведен в том же году в корнеты и награжден орденом Св. Анны 3-й степени с мечами и бантом.
После Февральской революции Подхорский добился перевода в 1-й Польский уланский полк. В 1917 году получил чин поручика. В Битве под Креховцами, где польские уланы в течение суток прикрывали отступление русских войск, а затем организованно отошли в Станиславов, Подхорский снова отличился и был удостоен сразу двух георгиевских наград — Ордена Святого Георгия 4-й степени и солдатского Георгиевского креста.
В мае 1918 года, после подписания Брестского мира, немецкие войска, опасаясь антигерманских настроений среди поляков, разоружили Польский корпус. Подхорский демобилизовался, некоторое время был польским военным атташе на Кубани и на Украине, а 3 ноября 1918 года вернулся в Польшу, поступив в армию.
В польской армии Подхорский получил под своё начало эскадрон в воссозданном Польском уланском полку, который стал теперь называться Креховецким. 11 ноября он вместе со своим эскадроном атаковал немецкие казармы, разоружил находящиеся там германские войска и захватил оружие, которое пошло на вооружение Креховецких улан. В конце 1918 года Подхорский успел принять участие в Польско-украинской войне, в частности, в боях под Львовом. Участвовал Подхорский и в Советско-польской войне, в частности, в обороне Варшавы. Закончил войну в чине майора. С 9 сентября 1920 года Подхорский командовал Креховецким уланским полком до 1927 года. В том же году Подхорский прослушал курсы повышения квалификации офицеров во Франции и вступил в командование школьным военным лагерем в Грудзёндзе, который в 1928 году был преобразован в Центр Обучения Кавалерии. Опубликовал несколько статей по теме организации и обучения кавалерии. В 1935 году Подхорский получил под командование 13-ю кавалерийскую бригаду в Плоцке, затем — Сувалкскую кавалерийскую бригаду. В 1938 году стал польским генералом.
После нападения Германии на Польшу в 1939 году Сувалкская кавалерийская бригада, которой командовал Подхорский, вошла в состав оперативного объединения Нарев. 11 сентября 1939 года Подхорский во главе своей бригады принял участие в сражении с немецкими захватчиками под Замбровом. В тот же день он принял командование над оперативной группой кавалерии, в состав которой вошли Сувалкская и Подляская кавбригады. Положение было отчаянное — обе бригады оказались в немецком окружении. Подхорскому с боями удалось вывести своих бойцов в Беловежскую пущу, где группа была реорганизована в кавалерийскую дивизию «Заза». Командуя этой дивизией, Подхорский попытался пробиться на юг, на соединение с остальными польскими войсками и в конце концов примкнул к частям генерала Клееберга. В составе оперативной группы Клееберга Подхорский участвовал в последних боях Сентябрьской кампании и капитулировал одним из последних. Вплоть до конца войны пребывал в немецком плену.
За время до 5 апреля 1945 года, когда Зыгмунт Подхорский был освобождён из плена, он успел сменить несколько концлагерей: Кёнигштайн, Хонштайн, Мурнау, в котором польский генерал организовал группу антифашистского сопротивления и стал в этой группе начальником штаба.
С 19 июня 1945 года Подхорский служил в польских войсках на Западе, затем, после демобилизации, поселился с семьёй в Лондоне, где работал на швейной фабрике, не приняв установившийся социалистический режим в ПНР.
Подхорский принимал активное участие в общественной жизни: состоял в партии Владислава Андерса, работал в ветеранских организациях, писал военно-исторические труды. Скончался 12 сентября 1960 года и был погребён в Лондоне.

## Семья
Был женат, имел сына и дочь. Сын генерала Пётр Подхорский погиб в бою с немцами в 1944 году.
- Отец — Петр Сигизмундович Подгорский, землевладелец.
- Брат — Владимир Петрович Подгорский (1884–1941), полковник кавалерии, умер в немецком плену.
- Брат — Вацлав Петрович Подгорский (1885-1966).